# Рокка, Джорджо
Джо́рджо Ро́кка (итал. Giorgio Rocca, род. 6 августа 1975 года в Куре, кантон Граубюнден, Швейцария) — итальянский горнолыжник, трёхкратный бронзовый призёр чемпионатов мира, многократный победитель этапов Кубка мира. Специализировался в слаломе.

## Спортивная карьера
В 1994 году в возрасте 18 лет выиграл бронзу чемпионата мира среди юниоров в комбинации. Дебютировал в Кубке мира в январе 1996 года. В марте 1997 года впервые сумел набрать очки на этапе Кубка мира, а в ноябре 1998 года впервые пробился в первую десятку на этапе. Первого подиума Рокка добился в январе 1999 года в Кицбюэле, после чего некоторые стали считать его наследником знаменитого соотечественника Альберто Томбы, недавно закончившего карьеру. На чемпионате мира 1999 года Рокка стал четвёртым в слаломе, уступив чемпиону Калле Паландеру всего 0,21 сек. Однако высокие ожидания, по всей видимости, стали давить на Джорджо, и его прогресс замедлился, чему также «способствовали» травмы. Следующий раз Рокка стал призёром этапа Кубка мира лишь в ноябре 2001 года, уступив в слаломе в Аспене 0,12 сек Ивице Костеличу.
Лишь в январе 2003 года 27-летний Джорджо выиграл свой первый этап — это произошло в швейцарском Венгене. После этого Рокка почувствовал уверенность в своих силах и стал одним из лучших слаломистов мира, регулярно выигрывая этапы и попадая на подиумы. В 2003 году на чемпионате мира в Санкт-Морице Рокка стал третьим в слаломе, проиграв Ивице Костеличу и Сильвану Цурбриггену. В 2005 году на чемпионате мира в итальянском Бормио Рокка выиграл две бронзовые медали — в слаломе и комбинации. В слаломе Рокка уступил Бенджамину Райху и Райнеру Шёнфельдеру, а в комбинации — тому же Райху и Акселю Лунду Свиндалю.
В начале сезона 2005/06 Рокка выдал впечатляющую серию из пяти подряд побед на слаломных этапах. За всю историю Кубка мира лишь Альберто Томба сумел выдать более длительную серию побед подряд на слаломных этапах — 7. 5 побед Джорджо поставили его в один ряд с легендарными Ингемаром Стенмарком и Марком Жирарделли, которым также удавалась подобная серия (позднее пять побед подряд также одержал Марсель Хиршер). Однако оказалось, что последняя победа в этой серии из 5 этапов стала для Джорджо и последней в карьере.
10 февраля 2006 года на Олимпийских играх в Турине Джорджо была доверена честь произнести олимпийскую клятву от имени спортсменов. Рокка стал первым горнолыжником за последние 6 Олимпиад, кто произносил клятву. Последним до Джорджо был югослав Боян Крижай в 1984 году в Сараево. Рокка считался едва ли не главным фаворитом в слаломе, даже несмотря на то, что он неудачно выступил на двух последних слаломных этапах Кубка мира перед Олимпийскими играми. Джорджо отказался от участия в супергиганте и гигантском слаломе, как планировал изначально, чтобы сконцентрироваться на своей любимой дисциплине. Однако 14 февраля принял участие в комбинации, где занял 5-е место. От третьего места Райнера Шёнфельдера Рокку отделили всего 0,07 сек. В первой слаломной попытке в рамках комбинации Рокка показал пятое чистое время, а во второй — четвёртое. 25 февраля в слаломе Рокка стартовал самым первым, но огромное давление сказалось, и итальянец потерял все шансы на успех уже после вторых ворот, пропустив их. В итоге весь пьедестал в слаломе заняли австрийцы.
По итогам сезона 2005/06 Рокка стал обладателем малого «Хрустального глобуса» в зачёте слалома. Всего же на его счету 11 побед на этапах слалома. После сезона 2005/06 Рокка лишь дважды становился призёром на этапах Кубка мира: 12 ноября 2006 года в Леви он стал третьим в слаломе, а 1 февраля 2009 года занял второе место в слаломе в Гармиш-Партенкирхене.
Завершил карьеру в январе 2010 года из-за травмы.

## Результаты на крупнейших соревнованиях

### Зимние Олимпийские игры
| Олимпийские игры    | Скоростной спуск | Супергигант | Гигантский слалом | Слалом | Комбинация |
| ------------------- | ---------------- | ----------- | ----------------- | ------ | ---------- |
| 2002 Солт-Лейк-Сити | —                | —           | 26                | DNF1   | —          |
| 2006 Турин          | —                | —           | —                 | DNF1   | 5          |

### Чемпионаты мира
| Чемпионат мира       | Скоростной спуск | Супергигант | Гигантский слалом | Слалом | Комбинация |
| -------------------- | ---------------- | ----------- | ----------------- | ------ | ---------- |
| 1999 Вейл/Бивер-Крик | —                | —           | 11                | 4      | —          |
| 2001 Санкт-Антон     | —                | —           | —                 | 15     | —          |
| 2003 Санкт-Мориц     | —                | —           | —                 | 3      | 8          |
| 2005 Бормио          | —                | —           | —                 | 3      | 3          |
| 2007 Оре             | —                | —           | —                 | DNS2   | —          |
| 2009 Валь-д’Изер     | —                | —           | —                 | DNF1   | —          |

### Кубок мира

#### Завоёванные Кубки мира
- Слалом — 1 раз: 2006

#### Победы на этапах Кубка мира (11)
| №  | Сезон   | Дата        | Место               | Дисциплина  |
| -- | ------- | ----------- | ------------------- | ----------- |
| 1  | 2002/03 | 19 янв 2003 | Венген              | Слалом      |
| 2  | 2002/03 | 16 мар 2003 | Лиллехаммер         | Слалом (2)  |
| 3  | 2003/04 | 11 янв 2004 | Шамони              | Слалом (3)  |
| 4  | 2004/05 | 22 дек 2004 | Флахау              | Слалом (4)  |
| 5  | 2004/05 | 9 янв 2005  | Шамони              | Слалом (5)  |
| 6  | 2004/05 | 27 фев 2005 | Краньска-Гора       | Слалом (6)  |
| 7  | 2005/06 | 4 дек 2005  | Бивер-Крик          | Слалом (7)  |
| 8  | 2005/06 | 12 дек 2005 | Мадонна-ди-Кампильо | Слалом (8)  |
| 9  | 2005/06 | 22 дек 2005 | Краньска-Гора       | Слалом (9)  |
| 10 | 2005/06 | 8 янв 2006  | Адельбоден          | Слалом (10) |
| 11 | 2005/06 | 15 янв 2006 | Венген              | Слалом (11) |